# Fatal Secret
Fatal Secret är en svensk actionfilm från 1988 i regi av Mats Helge Olsson och Anders Nilsson.

## Handling
Agenten Kim Brown får i uppdrag att leverera en diskett med topphemlig information till CIA. Uppdraget att agera mellanhand har hon fått av narkotikalangaren LeWinter. Brown frestas dock och väljer istället att använda disketten för egen vinning och blir still slut jagad av både CIA och KGB.

## Rollista
- Camilla Lundén - Kim Brown
- David Carradine - David LeWinter
- A.R. Hellquist - Jon Mitchell
- Jonas Karlzén - Angelo Vitaele
- Eva Anderson - Jane